# Râul Slătioara, Râșca
Râul Slătioara este un afluent al râul Râșca. 

## Hărți
- Harta județului Suceava